# Szeptem (powieść)
Szeptem (ang. Hush, Hush) – powieść dla młodzieży amerykańskiej pisarki Becki Fitzpatrick. Jest to pierwsza część sagi Szeptem. Książka została wydana 13 października 2009 roku w Stanach Zjednoczonych, a w Polsce 13 stycznia 2010 roku. Książka opowiada o losach nastoletniej Nory Grey, która spotyka tajemniczego Patcha.